# Liste der Bodendenkmäler in Mettenheim (Bayern)
Auf dieser Seite sind die Bodendenkmäler in der oberbayerischen Gemeinde Mettenheim zusammengestellt. Diese Tabelle ist eine Teilliste der Liste der Bodendenkmäler in Bayern. Grundlage ist die Bayerische Denkmalliste, die auf Basis des Bayerischen Denkmalschutzgesetzes vom 1. Oktober 1973 erstmals erstellt wurde und seither durch das Bayerische Landesamt für Denkmalpflege geführt wird. Die folgenden Angaben ersetzen nicht die rechtsverbindliche Auskunft der Denkmalschutzbehörde.

## Bodendenkmäler der Gemeinde Mettenheim

### Bodendenkmäler in der Gemarkung Altmühldorf
| Lage                   | Objekt | Akten-Nr.     | Bild |
| ---------------------- | --- | ------------- | ---- |
| Altmühldorf (Standort) | Siedlung vor- und frühgeschichtlicher Zeitstellung. | D-1-7740-0066 |      |
| Altmühldorf (Standort) | Obertägige und untertägige Teile von Zwangsarbeiterlagern (Waldlager I, II und III) sowie eines Küchenlagers des ehemaligen Rüstungswerks Mühldorfer Hart (1944–1945). | D-1-7740-0264 |      |

### Bodendenkmäler in der Gemarkung Ampfing
| Lage               | Objekt | Akten-Nr.     | Bild |
| ------------------ | --- | ------------- | ---- |
| Ampfing (Standort) | Obertägige und untertägige Teile von zentraler Bunkeranlage, Rampe und Tunnel sowie zugehöriger Versorgungseinrichtungen des ehemaligen Rüstungswerks Mühldorfer Hart (1944–1945). | D-1-7740-0072 |      |
| Ampfing (Standort) | Obertägige und untertägige Teile eines Betongießwerks (Fa. Wayss & Freytag) für Bauteile des Rüstungswerks Mühldorfer Hart (1944–1945).                                            | D-1-7740-0171 |      |

### Bodendenkmäler in der Gemarkung Gumattenkirchen
| Lage                       | Objekt | Akten-Nr.     | Bild |
| -------------------------- | --- | ------------- | ---- |
| Gumattenkirchen (Standort) | Untertägige spätmittelalterliche und frühneuzeitliche Befunde im Bereich der Katholischen Pfarrkirche St. Rupert in Gumattenkirchen. Siehe auch: St. Rupert (Gumattenkirchen)                    | D-1-7640-0031 |      |
| Gumattenkirchen (Standort) | Untertägige mittelalterliche und frühneuzeitliche Befunde im Bereich der Katholischen Filialkirche St. Pankratius in Kirchisen und ihrer Vorgängerbauten. Siehe auch: St. Pankratius (Kirchisen) | D-1-7740-0226 |      |

### Bodendenkmäler in der Gemarkung Lochheim
| Lage                | Objekt                                               | Akten-Nr.     | Bild |
| ------------------- | ---------------------------------------------------- | ------------- | ---- |
| Lochheim (Standort) | Verebnete Grabhügel vorgeschichtlicher Zeitstellung. | D-1-7740-0052 |      |
| Lochheim (Standort) | Verebnete Grabhügel vorgeschichtlicher Zeitstellung. | D-1-7740-0063 |      |
| Lochheim (Standort) | Siedlung der Bronzezeit und der Latènezeit.          | D-1-7740-0274 |      |

### Bodendenkmäler in der Gemarkung Mettenheim
| Lage                  | Objekt | Akten-Nr.     | Bild |
| --------------------- | --- | ------------- | ---- |
| Mettenheim (Standort) | Viereckschanze der späten Latènezeit sowie verebneter Grabhügel mit Bestattungen der Bronzezeit.                                                                                             | D-1-7740-0057 |      |
| Mettenheim (Standort) | Verebneter Grabhügel vorgeschichtlicher Zeitstellung. | D-1-7740-0068 |      |
| Mettenheim (Standort) | Verebneter Grabhügel und Siedlung vor- und frühgeschichtlicher Zeitstellung. | D-1-7740-0070 |      |
| Mettenheim (Standort) | Siedlung der Bronzezeit und der Urnenfelderzeit. | D-1-7740-0075 |      |
| Mettenheim (Standort) | Straße der römischen Kaiserzeit (Teilstück der Trasse Augsburg-Wels). | D-1-7740-0079 |      |
| Mettenheim (Standort) | Obertägige und untertägige Teile des ehemaligen Munitionsbunkers des Flughafens Mettenheim (1936–1945).                                                                                      | D-1-7740-0085 |      |
| Mettenheim (Standort) | Verebnete Grabhügel vorgeschichtlicher Zeitstellung. | D-1-7740-0221 |      |
| Mettenheim (Standort) | Untertägige mittelalterliche und frühneuzeitliche Befunde im Bereich der Katholischen Pfarrkirche St. Michael in Mettenheim und ihrer Vorgängerbauten. Siehe auch: St. Michael (Mettenheim)  | D-1-7740-0223 |      |
| Mettenheim (Standort) | Untertägige spätmittelalterliche und frühneuzeitliche Befunde im Bereich der Katholischen Filialkirche St. Rupertus in Neufahrn und ihres Vorgängerbaus. Siehe auch: St. Rupertus (Neufahrn) | D-1-7740-0228 |      |
| Mettenheim (Standort) | Straße der römischen Kaiserzeit (Teilstück der Trasse Augsburg-Wels). | D-1-7740-0265 |      |
| Mettenheim (Standort) | Siedlung vor- und frühgeschichtlicher Zeitstellung, unter anderem der Bronzezeit. | D-1-7740-0269 |      |
| Mettenheim (Standort) | Verebnete Grabhügel mit Kreisgräben vorgeschichtlicher Zeitstellung. | D-1-7740-0276 |      |
| Mettenheim (Standort) | Bestattungsplatz mit schlüssellochförmiger Grabeinfriedung der Bronzezeit. | D-1-7740-0277 |      |